# La terra de Xauxa
La terra de Xauxa és un quadre del pintor flamenc Pieter Brueghel el Vell, actualment a l'Alte Pinakothek de Múnic, Alemanya. Es tracta d'un oli sobre fusta amb unes dimensions de 52 centímetres d'alçada i 78 d'amplada. Va ser realitzat l'any 1567, segons pot veure's en la part inferior esquerra MDLXVII BRUEGEL. També pot veure's traduït el títol com El país de la Cucanya.
Es tracta en aquest quadre de petit format el tema del país de Xauxa, descrit en el llibre de Hans Sachs Schlaraffenland (1530) (o Luilekkerland, que en neerlandès és «terra de la glotonería»), terra de riqueses que apareix com a destinació de la nau dels necis, obra de Sebastian Brant que ja havia inspirat a Hieronymus Bosch (El Bosch) per a la seva obra Nau dels bojos.
És un dels temes preferits de Brueghel, que en això segueix a El Bosch: la representació de la bogeria dels homes, com ja va fer en els seus Proverbis flamencs.
Es representa a tres homes vençuts per la beguda, obesos, possiblement dormits, cadascun d'ells vestit de manera diferent, per representar tres classes socials: un cavaller, un camperol i un home de lletres, estudiant o clergue, aquest últim tombat sobre un abric de pells i amb un llibre a un costat. D'aquesta manera es transmet la idea que les febleses i els vicis no entenen de classes.
La seva postura radial dota a la pintura d'una impressió de rotació. De la boca del cavaller degota la malvasia. L'estrany ou passat per aigua amb potes s'ha interpretat com una referència a Satanàs, mentre que el ganivet que té dins seria el sexe masculí. Un altre ganivet o punyal apareix clavat en un porc en la part superior dreta del quadre, imatge que també apareix en el precedent literari d'aquesta obra i que al·ludeix a la gula.